# AISA I-115
AISA I-115
- 用途：練習機
- 製造者：AISA（Aeronautica Industrial SA）
- 運用者：スペイン空軍
- 初飛行：1952年6月20日
- 生産数：200機
- 運用開始：1956年
- 退役：1976年

AISA I-115は、1956年からスペイン空軍に就役した単発低翼単葉、タンデム複座の軍用練習機である。1976年に退役した後は多くの機体が民間へ売却された。

## 開発
AISA I-115は、1951年に初飛行を行った並列複座の単発民間機のI-11から開発された軍用機型であった。I-11はイベラヴィア社によって設計されたが、後にイベラヴィア社がAISAにより買収されたためAISAによって製造された。I-115は、I-11の量産型であるI-11Bから尾輪式の降着装置を受け継いでいたが、スペイン空軍が練習機にはタンデム配置の座席を欲したので胴体と主翼が延長され多少重量が増加していた。これらの変更のためにより強力な出力が要求されたために、I-115は112 kW (150 hp) のENMA ティグレ（Tigre）直列倒立エンジンを装備した。
I-11と同様にI-115は全木製構造で、羽布で覆われたエルロンとフラップ以外のほとんどの機体表面は合板で覆われていた。低翼でテーパーのついた翼端が四角の直線翼の主翼は2本の桁を持ち、表面に合板が張られており、上反角は6oであった。エルロンは独立して操作が可能であり、スロッテッド・フラップが下げ位置の場合は垂れ下がった。垂直尾翼は、ほぼ長方形でバランス取りされた方向舵を備えていた。水平尾翼は先細り形でトラムタブ付の昇降舵を備えていた。胴体は木製のモノコック構造で、タンデム式のコックピットは訓練生席と教官席が独立してスライドして開く透明のキャノピーで覆われていた。前後席には操縦装置と計器を各々備え、盲目飛行用の設備が用意されていた。降着装置は固定式で主脚の単車輪は露出しており、主車輪にはブレーキを、尾輪には操舵装置を備えていた。
試作初号機は、1952年6月20日に初飛行を行った。

## 運用の歴史
約200機のI-115がスペイン空軍に納入されたが、1956年春までに150機が納入されその時点で更に150機が発注された。当初これらの機体は「基本練習」（Escuela Elemental）を表す「EE.6」という名称がつけられたが、この分類が廃止されるとI-115は練習機（Entrenamiento）を表す「E.9」となった。E.9は1956年から1976年まで就役していた。長い就役期間にもかかわらずスピンに入りやすい傾向と過大な重量に対する批判があり、非公式の「ダニ」（Garrapata）という綽名がE.9に搭乗して離陸する乗員の印象を表していた。ほとんどのE.9はティグレ エンジンを装備していたが、後期の型の中には145 hp のデ・ハビランド ジプシー・メジャーや190 hp のライカミング O-435-Aを装備した機体もあった。
多くのI-115が軍務から退役した後で民間に売却され、2009年5月の時点でまだ7機がクラブや保存団体の所有で有効なスペインの民間登録記号を付けている。

## 要目
Bridgman 1956, p. 211
- 乗員：2名
- 全長：7.35 m (24 ft 1 in)
- 全幅：9.54 m (31 ft 3 in)
- 全高：2.10 m (6 ft 10 in)
- 翼面積：14.0 m² (150.6 ft²)
- 空虚重量：612 kg (1,346 lb)
- 全備重量：900 kg (1,980 lb)
- エンジン：1 ×  ENMA ティグレ G-IV-B 直列4気筒 倒立 空冷エンジン、112 kW (150 hp)
- 最大速度：240 km/h (149 mph)
- 巡航速度：204 km/h (127 mph)
- 巡航高度：4,400 m (14,430 ft)
- 航続時間：3時間30分 (70%出力で)
- 上昇率：（初期）3.75 m/s (686 ft/min)